# Ärkebiskopsgården
Ärkebiskopsgården är en byggnad i centrala Uppsala som sedan 1691 är Svenska kyrkans ärkebiskopssäte och Svenska kyrkans ärkebiskops officiella residens.
Ärkebiskopsgården vetter i väst mot Universitetshuset, i norr mot Universitetsparken, Gustavianum och Uppsala domkyrka och i öst mot parken Odinslund, Dekanhuset och Helga Trefaldighets kyrka.

## Bakgrund
På platsen där Ärkebiskopsgården idag ligger har det funnits ett domprosthus sedan 1300-talet. Den byggnaden blev ärkebiskopssäte år 1691. Den nuvarande huvudbyggnaden uppfördes mellan 1737 och 1744 av arkitekten Carl Hårleman, och år 1767 tillfördes även dess övervåning efter ritningar av Carl Johan Cronstedt. Till gården hör även två flyglar, uppförda år 1740 av slottsbyggmästare Johan Körner. Gårdens stall byggdes 1789 men används sedan 1971 som kontorslokaler. Den sista tillbyggnaden är gårdens mur som uppfördes 1879. År 1901 genomgick byggnaden stora ombyggnader efter ritningar av Agi Lindegren. Vid Ärkebiskopsgårdens östra mur, vid Nathan Söderbloms plan, står sedan 1993 en staty av Bror Hjorth föreställande ärkebiskopen Nathan Söderblom.
Huvudbyggnadens lägre våningar används idag till representation medan byggnadens tredje våning utgör Ärkebiskopens privata bostad. 
Den 22 januari 1935 förklarades Ärkebiskopsgården för statligt byggnadsminne, och är sedan 2002 förklarad som byggnadsminne enligt kulturmiljölagen. 